# ماوگوژاتا هایفسکا-کشیشتوفیک
ماوگوژاتا هایفسکا-کشیشتوفیک (لهستانی: Małgorzata Hajewska-Krzysztofik؛ زادهٔ ۱۴ سپتامبر ۱۹۶۵) بازیگر اهل لهستان است.
از فیلم‌ها یا مجموعه‌های تلویزیونی که وی در آن‌ها نقش داشته‌است، می‌توان به کارآگاه فورست، بازخورد، مرگ همچون یک تکه نان، مرز، نشانه‌ها، سلطان، بدن، ۳۳ صحنه از زندگی و دوشیزه بی‌اهمیت اشاره نمود.